# Ratolí nu
El ratolí nu (nude mouse en anglès) és una soca de ratolí de laboratori amb una mutació genètica que fa que l'animal tingui el timus deteriorat o absent, cosa que resulta en un sistema immunitari inhibit a causa d'un nombre molt reduït de cèl·lules T. El fenotip més evident del ratolí és la manca de pèl corporal, cosa que li donà originalment el sobrenom de «nu». El ratolí nu ha estat molt valuós en recerca perquè és un animal que tolera molts tipus diferents de trasplantaments de teixit i empelts de tumors, sense generar cap resposta de rebuig. Aquests xenotrasplantaments s'utilitzen habitualment en recerca per provar nous mètodes de monitoratge i tractament de tumors. La base genètica de la mutació del ratolí nu és una interrupció del gen Forkhead-box n1 (FOXN1), que codifica un factor de transcripció essencial per al desenvolupament del timus. Degut a aquest defecte en el sistema immunitari, la mitjana de vida dels ratolins nus oscil·la normalment entre els sis mesos i l'any. En ambients controlats i lliures de microorganismes patògens i amb tractaments antibiòtics com es mantenen molts laboratoris que utilitzen habitualment aquests ratolins nus, poden viure gairebé tant com els ratolins normals (de divuit mesos a dos anys).

## Nomenclatura
La nomenclatura anglesa del ratolí nu ha canviat diverses vegades des del seu descobriment. Originalment es van descriure com a nude i es va actualitzar a Hfh11nu quan el gen mutat es va identificar com una mutació en el gen homòleg 11 de HNF-3/forkhead. L'any 2000, el gen responsable de la mutació es va identificar com a membre de la família de gens Fox i la nomenclatura es va actualitzar a Foxn1nu. Malgrat tot, el terme nude està tan estès que continua essent l'emprat per a referir-s'hi.

## Història i significat
Els ratolins nus van ser descoberts l'any 1962 per Norman R. Grist en un estoc de ratolins albins del laboratori de virologia Brownlee de l'Hospital Ruchill a Glasgow. Grist va enviar a l'Institut de Genètica Animal d'Edimburg un d'aquells mascles sense pel i dos ratolins normals del mateix estoc, per al seu estudi. El 1966 es va publicar la primera descripció detallada dels ratolins nus. Com que no tenen timus, els ratolins nus no poden generar limfòcits T madurs. Per tant, no són capaços de generar respostes immunitàries adaptatives, com ara la formació d'anticossos que requereixen cèl·lules T auxiliars CD4+; respostes per immunitat cel·lular, que requereixen cèl·lules T CD4+ i/o CD8+; respostes d'hipersensibilitat de tipus retardat (requereixen cèl·lules T CD4+); l'eliminació de cèl·lules malignes o infectades per virus (requereix cèl·lules T citotòxiques CD8+) o el rebuig del trasplantament o empelt (requereix cèl·lules T CD4+ i CD8+).
A causa de les característiques anteriors, els ratolins nus han servit per obtenir informació sobre el sistema immunitari, la leucèmia, els tumors sòlids, la sida i altres formes de deficiència immunitària, així com de la lepra. A més, l'absència de cèl·lules T en funcionament impedeix que els ratolins nus rebutgin no només al·loempelts, sinó que ni tan sols puguin rebutjar xenoempelts; és a dir, empelts de teixit d'una altra espècie.
La majoria de les soques de ratolins nus no són completament immunodeprimits i tenen algunes cèl·lules T, sobretot a mesura que envelleixen. Per aquest motiu, són menys populars en la investigació avui dia, ja que s'han construït ratolins genoanul·lats (en anglès, knockout mouse), amb defectes més complets en el sistema immunitari (per exemple, ratolins genoanul·lats RAG1 i RAG2).

## Genètica
Els ratolins nus tenen una supressió espontània en el gen FOXN1. (Els humans amb mutacions en FOXN1 també són atímics i immunodeficients.) Els ratolins amb una supressió dirigida en el gen FOXN1 (ratolins genoanul·lats) també mostren el fenotip nu. Atès que les femelles nues tenen glàndules mamàries poc desenvolupades i no poden alletar amb eficàcia les seves cries, els mascles nus es crien amb femelles heterozigotes.